# Mrakodol
Mrakodol (cyr. Мракодол) – wieś w Bośni i Hercegowinie, w Republice Serbskiej, w gminie Kostajnica. W 2013 roku liczyła 326 mieszkańców.